# Jacques Philippe d'Orville
Jacques Philippe d'Orville (28 juillet 1696 à Amsterdam, Pays-Bas - 4 septembre 1751 à Heemstede, Pays-Bas) est un philologue, historien et professeur d'université néerlandais.

## Biographie
Jacques Philippe d'Orville naît le 28 juillet 1696 à Amsterdam aux Pays-Bas dans une famille française protestante. Il étudie à l'université de Leyde. De 1723 à 1729, il voyage en France, Angleterre, Italie et Allemagne pour étudier auprès des plus grands érudits de l'époque dans le but de mieux connaître les auteurs classiques anciens. 
Il est professeur à l'université d'Amsterdam de 1730 à 1742, où il enseigne l'histoire, le grec et l'éloquence. Il travaille en collaboration avec Pieter Burmann le Jeune, qui lui succédera dans sa chaire, pour l'édition des Miscellaneae dans auctores veteres et rectiores en 1732. Il édite seul les Miscellaneae Observationes creticae novae, la première édition en grec du roman Chéréas et Callirhoé, ainsi qu'une histoire de la Sicile Sicula qui sera publiée à titre posthume.
Jacques Philippe d'Orville avait rassemblé un grand nombre de manuscrits en grec et en latin, qu'il a utilisés pour ses travaux philologiques. En 1764, est organisée la vente aux enchères de sa collection, avec l'édition d'un catalogue de vente, sous le titre Bibliotheca d'Orvilliana. catalogus librorum instructissimae bibliothecae  ...Jacobi Philippi d'Orvillii, qui comprenait notamment 612 manuscrits en grec ancien et en latin ; pour une raison inconnue, la vente aux enchères n'a pas de succès, et son fils et héritier Jean d'Orville conserve la collection. Elle est vendue à Londres à la J. Cleaver Banks par le petit-fils de Jacob Philippe d'Orville. la collection est ensuite revendue la collection à la bibliothèque Bodléienne de l'Université d'Oxford.

## Œuvres
- (la) Oratio de Mercurii cum Musis felici contubernio, Amsterdam, 1730 Lire en ligne.
- (la) Miscellaneae observationes in auctores veteres et recteiores, en collaboration avec Pieter Burmann le Jeune, Amsterdam, 1732, 10 vol.
- (la) Critica vannus in inanes Joannes Cornelli Pavonis paleas, Amsterdam, 1737 Lire en ligne.
- édition en grec du roman Chéréas et Callirhoé de Chariton d'Aphrodise, avec la traduction en latin de Johann Jacob Reiske, Amsterdam, Pierre Mortier, 1750 Lire en ligne.
- (la) Sicula, quibus Siciliae veteris rudera, additis antiquitatum tabulis, illustrantur, Amsterdam, Gerard Tielenburg, 1764 (publication posthume) Lire en ligne.